# Strzelec Górka Stanisławów
Strzelec Górka Stanisławów (pełna nazwa: Klub Sportowy Strzelec „Górka” Stanisławów) – polski klub piłkarski z siedzibą w Stanisławowie (obecnie Iwano-Frankiwsk na Ukrainie). Rozwiązany podczas II wojny światowej.

## Historia
Chronologia nazw:
- 1922: KS [Klub Sportowy] Górka Stanisławów
- 1934: KS Strzelec Górka Stanisławów
- 1939: klub rozwiązano

Klub Sportowy Górka w Stanisławowie został założony w maju 1922 roku, kiedy to Stanisław Wołoszyn zaczął jednoczyć lokalnych nastolatków w „Towarzystwo Przyjaciół Młodzieży Uczniowskiej”, które na początku swojej działalności zajmowało się przede wszystkim edukację duchową. Członkowie Towarzystwa za pieniądze otrzymane z różnych dotacji wybudowali swoimi rękami dom, który później stał się siedzibą SKS Górka. Z czasem towarzystwo zaczęło propagować również i wychowanie fizyczne, ponieważ zostało przemianowane na Sokolski Klub Sportowy Górka.
Pierwsza wzmianka o piłkarskiej drużynie „Górka” znajduje się w lokalnej prasie w maju 1927 roku. Beniaminek nie znalazł godnego przeciwnika w klasie C i natychmiast awansował do klasy B. W rozgrywkach o Puchar Stanisławowa zespół zajął trzecie miejsce po Rewerze i Stanisławowii. 22 lutego 1934 został przekształcony w Klub Sportowy Strzelec „Górka” i otrzymywał wsparcie finansowe od rządu za przygotowanie młodych ludzi do służby w wojsku. Po utworzeniu stanisławowskiego OZPN (1933), w 1934 debiutował w Klasie A. Wkrótce stał się jedną z najsilniejszych drużyn w Stanisławowie. 12 lipca 1936 w Kałuszu w meczu barażowym o mistrzostwo stanisławowskiego OZPN zespół piłkarski przegrał z Pogoń Stryj 4:0 (3:0). W następnym sezonie 1936/37 w meczu barażowym o mistrzostwo 17 czerwca 1937 przegrał z Rewerą Stanisławów 2:0 (0:0). Dopiero w 1939 zdobył mistrzostwo stanisławowskiego OZPN.
W 1939 roku w rywalizacji o I ligę Państwową z pierwszą drużyną grupy lwowskiej Junakiem Drohobycz (0-4, 1-6), grupy lubelskiej Unią Lublin (0-3, 1-5) oraz grupy wołyńskiej Policyjnym KS Łuck (3-2, 2-2) niestety okazali się przegranymi. Klub zajął tylko 3 miejsce w grupie południowo-wschodniej.
Wiosną 1939 prezesem klubu pozostawał kpt. Ignacy Lubczyński, a członkiem honorowym klubu został wtedy prezydent Stanisławowa, Franciszek Kotlarczuk.
We wrześniu 1939, kiedy wybuchła II wojna światowa, klub przestał istnieć.
W 1940 na bazie klubu był stworzony radziecki klub Łokomotyw Stanisławów.

## Sukcesy
- mistrz ligi okręgowej Stanisławowskiego OZPN: 1938/39.

## Znani piłkarze
- Kazimierz Trampisz - reprezentant Polski